# Румянцев, Иван Николаевич
Иван Николаевич Румянцев (9 [22] августа 1903, Данилов, Ярославская губерния — 20 октября 1987, Москва) — подполковник Советской Армии, участник Великой Отечественной войны, Герой Советского Союза (1943).

## Биография
Иван Румянцев родился 9 (22) августа 1903 год в городе Данилов (ныне — Ярославская область). Окончил четыре класса школы. С раннего возраста был вынужден работать. В 1918 году добровольно пошёл на службу в Рабоче-крестьянскую Красную Армию. Участвовал в боях Гражданской войны. В 1922 году Румянцев окончил курсы красных командиров в Москве. В том же году он был уволен в запас. Окончил академию Центросоюза, после чего работал на различных хозяйственных должностях в Данилове, Кимрах, Москве. В июне 1941 года Румянцев повторно был призван в армию и направлен на фронт Великой Отечественной войны.
К сентябрю 1943 года старший лейтенант Иван Румянцев был заместителем по политчасти командира стрелкового батальона 229-го стрелкового полка 8-й стрелковой дивизии 13-й армии Центрального фронта. Отличился во время форсирования Припяти. 25 сентября 1943 года батальон Румянцева переправился через Припять в районе деревни Кошевка Чернобыльского района Киевской области Украинской ССР и принял активное участие в боях за захват и удержание плацдарма на её западном берегу. В том бою Румянцев лично уничтожил блиндаж и огневую точку, а во время отражения немецкой контратаки — броневик противника.
Указом Президиума Верховного Совета СССР от 16 октября 1943 года за «героический подвиг, проявленный при форсировании реки Днепр севернее Киева, и прочное закрепление на западном берегу реки Днепр» старший лейтенант Иван Румянцев был удостоен высокого звания Героя Советского Союза с вручением ордена Ленина и медали «Золотая Звезда» за номером 1217.
После окончания войны Румянцев продолжил службу в Советской Армии. В 1957 году в звании подполковника он был уволен в запас. Проживал в Москве.

Могила Румянцева на Кунцевском кладбище Москвы.

Умер 20 октября 1987 года, похоронен на Кунцевском кладбище Москвы.

## Награды
- Медаль «Золотая Звезда» № 1217 Героя Советского Союза и орден Ленина (16.10.1943)[3] — за «героический подвиг, проявленный при форсировании реки Днепр севернее Киева, и прочное закрепление на западном берегу реки Днепр»
- Орден Отечественной войны 1-й[4] и 2-й (17.10.1943)[5] степеней
- Орден Красной Звезды (30.12.1956)[6]
- медали[2], в том числе:
  - «За отвагу»[7].
  - «За оборону Москвы» (01.05.1944)[6]
  - «За боевые заслуги» (3.11.1944)[6]
  - «За победу над Германией» (09.05.1945)[6]